# گولئی
گولئی (به لاتین: Gulei) یک شهرک در جمهوری خلق چین است که در شهرستان ژانگپو واقع شده‌است.